# Prudnik (rivière)
La Prudnik (en polonais) ou Prudník (en tchèque ; en allemand : Braune) est un cours d'eau d'une longueur de 36,07 km qui coule en Pologne et en République tchèque.
Elle est un affluent en rive gauche de la Osobłoga. Le nom de la ville de Prudnik vient de son nom.